# Каті Луото
Каті Луото (фін. Kati Luoto, нар. 8 грудня 1972, Гельсінки, Фінляндія) — фінська спортсменка, переможець змагання Найсильніша жінка у світі а також семиразова переможниця змагання Найсильніша жінка Фінляндії.

## Кар'єра
До спорту була залучена із раннього віку. Після того як вона народила трьох дітей вона вирішила привести до ладу своє тіло у тренувальній залі. Серйозно тренуватися розпочала у 1999 році. Вже у 2003-му узяла участь у змаганні за звання Найсильнішої жінки Фінляндії, де в підсумку посіла друге місце. Як стронґвумен відома свої досягненням з підйому «штучної деревини» із утриманням вагою в 110 кілоґрам під час тренування.